# Euquerio Comes
Euquerio Comes (conocido también como Euquerio de Lyon (o Euglerio Comes)), nacido en el s. V  en Francia. Después de su conversión, deja a su familia para hacerse monje y después Obispo de Lyon, Francia. Es un escritor poco conocido del cristianismo antiguo. 

## Biografía
Nació en una familia de buena posición, tal vez cristiana, que le ofreció la posibilidad de hacer sólidos estudios y de realizar una carrera pública. Es probable que haya llegado incluso al rango de Senador. Se casó con una mujer llamada Gala, y de la unión nacieron sus hijos Salonio y Verano. 
La conversión a la vida monástica la decidió Euquerio de común acuerdo con su esposa. Ambos renunciaron a sus bienes y ofrecieron sus hijos a los monjes del monasterio de San Honorato en la isla de Lérins. Este suceso puede colocarse “en el segundo decenio de la fundación” del cenobio, es decir entre los años 410/12-420. Hilario de Arlés y Paulino de Nola afirman que Euquerio se estableció, junto con su esposa, en la isla de Lero, contigua a la de Lérins, después de haber estado un tiempo como cenobita en esta última. Se ignora cuánto tiempo duró el retiro de Euquerio. 
Tuvo, según Juan Casiano, el proyecto de viajar a Egipto, a fin de visitar los monasterios y tratar directamente con los monjes de aquellos parajes, pero no lo realizó. Hacia el año 430/31(?) fue elegido para ocupar la sede de Lyón. Durante su servicio episcopal fomentó la vida monástica, favoreciendo la implantación de comunidades y difundiendo la literatura propia del monacato. Se interesó sobre todo por la divulgación de las obras de Casiano, para lo cual Euquerio compuso un resumen (epítome) de ellas. En el año 441 participó del primer concilio de Orange. Su muerte se sitúa entre los años 449-450/55, bajo el reinado de Valentiniano y Marciano.

## Obras
- Es considerado como un escritor de poemas y, sobre todo una persona reconocida e intelectual del Imperio Romano del siglo IV. Gracias a su lenguaje refinado y a sus muchas virtudes poéticas escribió algunas obras que no han sido muy conocidas. Muchos otros escritores han reconocido su obra gracias al lenguaje que maneja y a su forma poética de escribir, entre los cuales reescribieron y publicaron su obra se encuentra Burman, el cual se basó de acuerdo a una transcripción que efectuó una representación gráfica de Euglerio, la cual fue base para la publicación de Burman. Además de ser de la nobleza como se mencionó antes, se piensa que gracias a su inteligencia y forma de escribir el género poético, muchos de sus escritores y personas que han estudiado la forma refinada de escribir de Euglerio, se supone que, además de formar parte de la nobleza romana, fue un reconocido funcionario que profundizaba la fe cristiana y además de profesarla y representarla, cumplía muchas tareas judiciales, de esta manera es como lo considera Manitius, conocido gracias a sus aportes y a su tesis de los anales de los imperiales carolingios y, sobre todo por su aporte al estudiar a los muchos escritores poetas latinos. Teuffel lo identifica con el Euclertus, mencionado por Sidonio Apolinar en Epistula 3, 8 y 7, 9.
- Euquerio es autor de una breve composición de hexámetros (verso de la métrica grecolatina constituido por seis pies), a esta técnica poética que este autor manejaba se le dio el nombre de Oratto, término que se designa a la oración poética, esta obra es conocida por un manuscrito el cual se dice N. Heimsius fue el único que la leyó y gracias a esa lectura hecha por este autor se conoce dicha obra y forma poética, debemos de mencionar que este manuscrito se encuentra perdido. Se trata del códice Petavianus del siglo XII-XIII, en cuyo margen el poema fue copiado por una mano posterior, después del epigrama 45 de Claudiano. Como autor del poema, la inscriptio indicaba Euglerius Comes. El poema tiene el aspecto de una plegaria, en la que a las habituales fórmulas de invocación a la divinidad, entrelazadas con módulos estilísticos y lingüísticos clásicos, se unen expresiones y conceptos típicamente cristianos. Este género de plegaria tiene la particularidad de expresar sus sentimientos y pensamientos, haciendo así que el escritor poeta abra su corazón haciendo del poema una oración a Dios. La función parece la de pedir la protección y la asistencia para la obra emprendida: «El que no desdeñó nacer en un cuerpo humano le conceda distinguir el bien del mal (v. 6: curvo ducere rectum, un nexo proverbial, pero quizás también un eco del curvo dignoscere rectum de Horacio Ep. 2, 2, 44); penetrar en las leyes del derecho romano (v. 7: Densaque Romulet dignoscere tura senatus) y desvelar los misterios a los pueblos». Se considera que podría ser una especie de poema inicial que quizás precediera a una obra sobre el derecho romano.